# Майкюбенський буровугільний басейн
Майкюбенський буровугільний басейн — розташований у Павлодарській області, Казахстан.

## Характеристика
Площа 1040 км². Запаси 1800 млн т. Ресурси вугілля становлять 5,7 млрд т (2003).

## Технологія розробки
Вугілля буре, умови його залягання дозволяють ведення відкритих робіт.